# Xanthorhoe cybele
Xanthorhoe cybele är en fjärilsart som beskrevs av Louis Beethoven Prout 1931. Xanthorhoe cybele ingår i släktet Xanthorhoe och familjen mätare. Inga underarter finns listade i Catalogue of Life.